# Nacional de Clubes 2014
Navigation
Nacional de Clubes 2013 Nacional de Clubes 2015
Le championnat d'Argentine de rugby à XV 2014 ou Nacional de Clubes 2014 est une compétition annuelle de rugby à XV organisée par la Fédération argentine de rugby. Les seize clubs sont choisis dans leur propre championnat : sept proviennent de la province de Buenos Aires (fédération de l'Unión de Rugby de Buenos Aires), trois du Torneo del Litoral, trois du Torneo del Noroeste, 2 du Torneo del Centro, et un enfin issu du Torneo de Córdoba.

## Format
Les 16 équipes sont réparties en 4 groupes de 4 clubs pour la première phase. La deuxième phase se conclut avec des demi-finales et une finale : le vainqueur se voit attribuer le titre de champion d'Argentine.

## Clubs participants
| Nom                        | Ville                 | Unión        |
| -------------------------- | --------------------- | ------------ |
| Universitario Tucumán      | San Miguel de Tucumán | Tucumán      |
| CU Buenos Aires            | Buenos Aires          | Buenos Aires |
| CA San Isidro              | San Isidro            | Buenos Aires |
| Gimnasia y Esgrima Rosario | Rosario               | Rosario      |
| Duendes Rosario            | Rosario               | Rosario      |
| Santiago Lawn Tennis       | Santiago del Estero   | Tucumán      |
| San Isidro Club            | San Isidro            | Buenos Aires |
| Jockey Club Córdoba        | Córdoba               | Cordobesa    |
| Hindú Club                 | Buenos Aires          | Buenos Aires |
| Tucumán R.C.               | San Miguel de Tucumán | Tucumán      |
| Belgrano Athletic Club     | Buenos Aires          | Buenos Aires |
| La Tablada Córdoba         | Córdoba               | Cordobesa    |
| Tala Rugby Club            | Córdoba               | Cordobesa    |
| Newman                     | Benavídez             | Buenos Aires |
| Jockey Club Rosario        | Rosario               | Rosario      |
| Alumni Athletic Club       | Tortuguitas           | Buenos Aires |

## Classements de la phase régulière
| Rang | Club                  | J | V | N | D | Bo | Bd | Pm  | Pe  | Diff | Pts |
| ---- | --------------------- | - | - | - | - | -- | -- | --- | --- | ---- | --- |
| 1    | CU Buenos Aires       | 6 | 4 | 0 | 2 | 2  | 1  | 151 | 98  | +53  | 19  |
| 2    | CA San Isidro         | 6 | 4 | 0 | 2 | 1  | 1  | 136 | 127 | +9   | 18  |
| 3    | Universitario Tucumán | 6 | 3 | 0 | 3 | 3  | 1  | 157 | 120 | +37  | 16  |
| 4    | Gimnasia y Esgrima    | 6 | 1 | 0 | 5 | 3  | 2  | 121 | 220 | -99  | 9   |

| Rang | Club                | J | V | N | D | Bo | Bd | Pm  | Pe  | Diff | Pts |
| ---- | ------------------- | - | - | - | - | -- | -- | --- | --- | ---- | --- |
| 1    | Duendes             | 6 | 5 | 0 | 1 | 4  | 0  | 197 | 127 | +70  | 24  |
| 2    | Jockey Club Córdoba | 6 | 3 | 0 | 3 | 2  | 1  | 153 | 171 | -18  | 15  |
| 3    | Santiago L.T.       | 6 | 3 | 0 | 3 | 2  | 0  | 147 | 143 | +4   | 14  |
| 4    | San Isidro Club     | 6 | 1 | 0 | 5 | 0  | 2  | 127 | 183 | -56  | 6   |

| Rang | Club          | J | V | N | D | Bo | Bd | Pm  | Pe  | Diff | Pts |
| ---- | ------------- | - | - | - | - | -- | -- | --- | --- | ---- | --- |
| 1    | Hindú Club    | 6 | 3 | 0 | 3 | 5  | 2  | 158 | 151 | +7   | 19  |
| 2    | Belgrano A.C. | 6 | 4 | 0 | 2 | 2  | 0  | 178 | 162 | +16  | 18  |
| 3    | La Tablada    | 6 | 3 | 0 | 3 | 2  | 0  | 138 | 149 | -11  | 14  |
| 4    | Tucumán R.C.  | 5 | 2 | 0 | 3 | 2  | 3  | 159 | 171 | -12  | 13  |

| Rang | Club                | J | V | N | D | Bo | Bd | Pm  | Pe  | Diff | Pts |
| ---- | ------------------- | - | - | - | - | -- | -- | --- | --- | ---- | --- |
| 1    | Jockey Club Rosario | 6 | 4 | 0 | 2 | 3  | 1  | 171 | 145 | +26  | 20  |
| 2    | Tala R.C.           | 6 | 4 | 1 | 1 | 1  | 0  | 128 | 115 | +13  | 19  |
| 3    | Newman              | 6 | 2 | 1 | 3 | 0  | 2  | 103 | 112 | -9   | 12  |
| 4    | Alumni              | 6 | 1 | 0 | 5 | 1  | 4  | 101 | 131 | -30  | 9   |

|  | Qualifiés pour les demi-finales |

## Phase finale
|  | Demi-finales        | Demi-finales     |                 |    | Finale        | Finale        |
|  | Demi-finales        | Demi-finales     |                 |    | Finale        | Finale        |
|  |                     |                  |                 |    |               |               |
|  | le 26 avril 2014    | le 26 avril 2014 |                 |    | le 3 mai 2014 | le 3 mai 2014 |
|  | le 26 avril 2014    | le 26 avril 2014 |                 |    | le 3 mai 2014 | le 3 mai 2014 |
|  | Duendes Rosario     | 18               |                 |    | le 3 mai 2014 | le 3 mai 2014 |
|  | Duendes Rosario     | 18               |                 |    | le 3 mai 2014 | le 3 mai 2014 |
|  | Hindú Club          | 16               |                 |    | le 3 mai 2014 | le 3 mai 2014 |
|  | Hindú Club          | 16               | Duendes Rosario | 20 |               |               |
|  | le 26 avril 2014    |                  | Duendes Rosario | 20 |               |               |
|  |                     | CU Buenos Aires  | 21              |    |               |               |
|  | Jockey Club Rosario | CU Buenos Aires  | 21              | 13 |               |               |
|  | Jockey Club Rosario |                  |                 | 13 |               |               |
|  | CU Buenos Aires     | 21               |                 |    |               |               |
|  | CU Buenos Aires     | 21               |                 |    |               |               |

### Demi-finales
| 26 avril 2014 | Duendes Rosario | 18 - 16 | Hindú Club |  |
| 26 avril 2014 |                 |         |            |  |
| 26 avril 2014 |                 |         |            |  |

| 26 avril 2014 | Jockey Club Rosario | 13 - 21 | CU Buenos Aires |  |
| 26 avril 2014 |                     |         |                 |  |
| 26 avril 2014 |                     |         |                 |  |

### Finale
| 3 mai 2014 | CU Buenos Aires | 21 - 20 | Duendes Rosario |  |
| 3 mai 2014 |                 |         |                 |  |
| 3 mai 2014 |                 |         |                 |  |